# Franz Anton Ermeltraut
Franz Anton Ermeltraut (* 17. Oktober 1717 in Heidelberg; † 21. Mai 1767 in Würzburg; in einigen Quellen auch Franz Anton Ermentraut) war ein deutscher Maler des Barock und Hofmalerei-Inspektor am fürstbischöflichen Hofe in Würzburg.

## Leben
Franz Anton Ermeltraut stammte aus Heidelberg und wirkte zu Beginn seiner Malerlaufbahn zunächst im Kurpfälzer Raum. Ermeltraut ist um 1747 in Würzburg nachweisbar. Er malte dort um 1748 die Deckenfresken in der Dominikanerkirche (heute Augustinerkirche). 1749 porträtierte er den Fürstbischof Karl Philipp von Greiffenclau zu Vollrads nach französischen Vorbildern. Anschließend verließ er Würzburg und war 1753 bis 1755 in Schwetzingen tätig, wo er 1754 die Ausmalung eines Speisesaales im Schloss von Schwetzingen fertigte. 1756/57 wirkte er mit beim Rokoko-Umbau der Jesuitenkirche St. Michael in Freiburg im Üechtland (Schweiz). Unter der Leitung des Kurpfälzischen Hofbaumeisters Franz Wilhelm Rabaliatti gestaltete er dort die Decken des Chors und des Kirchenschiffs.
Nach seiner Rückkehr nach Würzburg wurde er von Fürstbischof Adam Friedrich von Seinsheim 1759 als Nachfolger von Georg Anton Urlaub zum Hofmalerei-Inspektor ernannt. Nach einem Dekret aus den 1760er Jahren führte er zudem die Ämter eines Kabinetsinspektors und Titular-Cammerdieners, wofür er ein jährliches Gehalt von 100 Gulden erhielt.
1765/66 schuf er im südlichen Gartenpavillon des Hofgartens im Schloss Veitshöchheim Wand- und Deckengemälde im Grisaille-Stil. In diesen Jahren gestaltete Ermeltraut zudem das Vestibül der Residenz Würzburg durch klassizistische Grisaille-Malereien auf den Deckenstuckaturen von Lodovico Bossi und durch weitere Deckengemälde. 1767 verstarb er bereits mit 49 Jahren in Würzburg.

## Werke (Auswahl)
Ermeltraut schuf mit seinen Gemälden, Stuckmalereien und Fresken vor allem sakrale Kunstwerke, Porträts und Werke mit mythischen Themen. Es sind von ihm zwei unterschiedliche Signaturen bekannt. 1749 signierte er ein Gemälde mit "FErmeltraut" (ligiert) und seine in Freiburg geschaffenen Gemälde in der Jesuitenkirche versah er mit dem Kürzel "F AE", überschrieben mit einem der "4" ähnlichem Zeichen.

### Gemälde

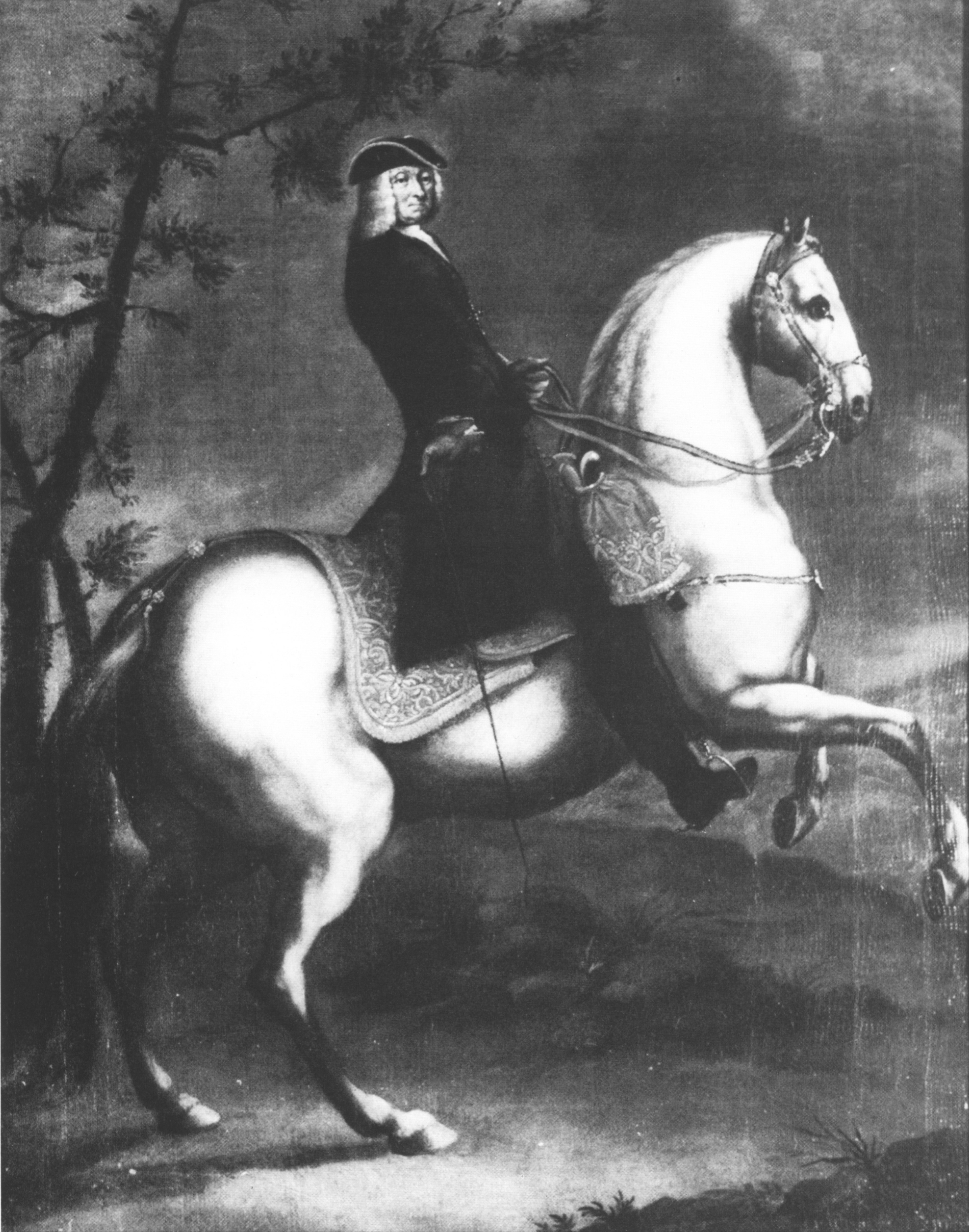
Johann Franz von Stauffenberg zu Pferd

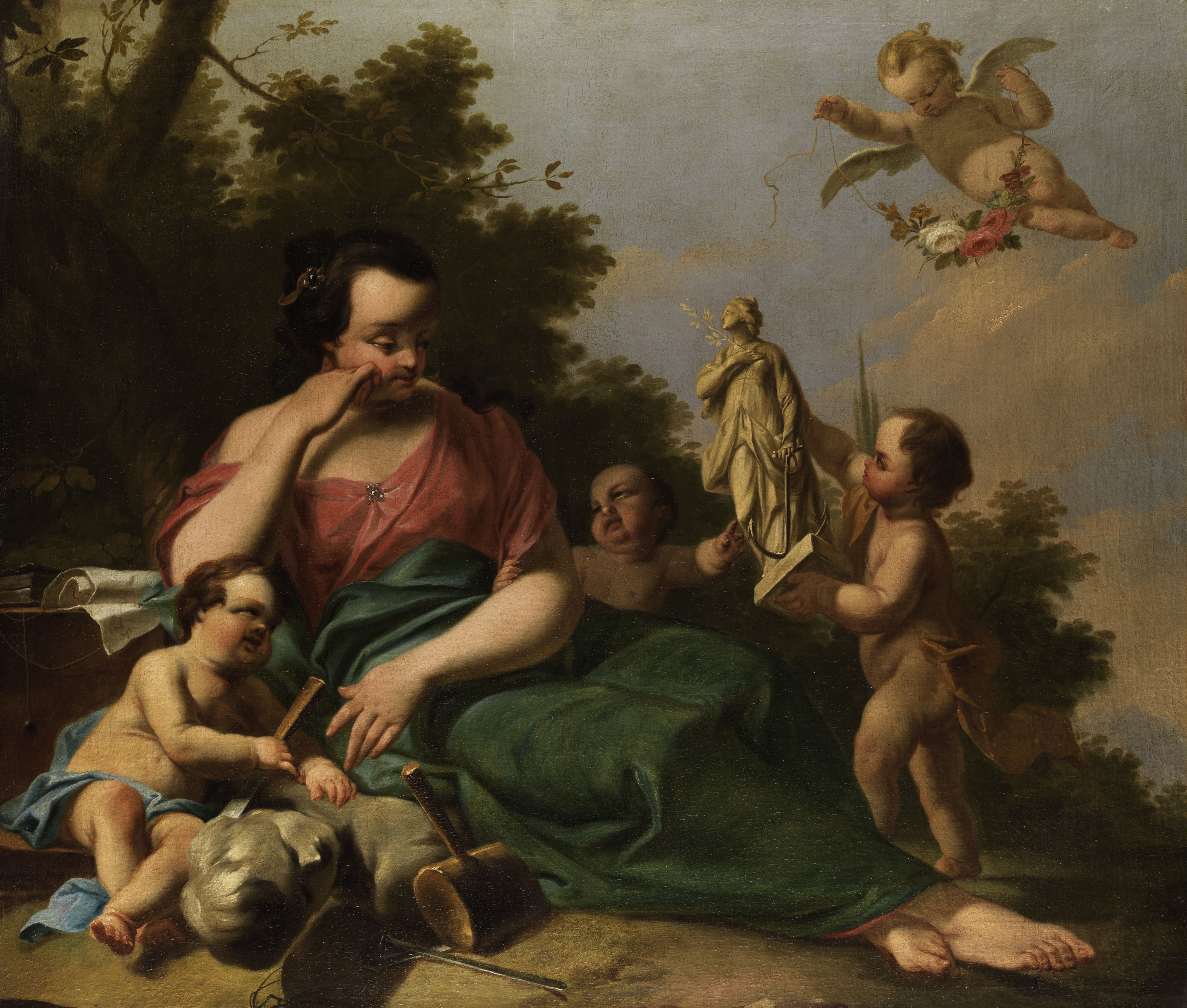
Allegorie der Bildhauerei

- 1739 – Reiterporträt des Johann Franz von Stauffenberg, Ölgemälde
- 1746 – Pferd des Fürsten Carl Eugen aus Würtenbergu, Kupferstich und Radierung auf Papier (340 × 275 cm) von Johann Elias Ridinger nach Vorlage von Ermeltraut[3]
- 1749 – Porträt des Fürstbischofs Karl Philipp von Greiffenclau zu Vollrads, Ölgemälde auf Leinwand im Mainfränkischen Museum in Würzburg (reich geschnitzter und vergoldeter Holzrahmen, am rechten Bildrand signiert und datiert: „F Ermeltraut (ligiert). Pinx: 1749.“)[4]
- 1753 – Porträit von Jakob Friedrich de Neufville, Ölgemälde auf Leinwand[5]
- 1765 – Bildnis eines Zeichners, Ölgemälde auf Leinwand (91,5 × 72,5 cm)[6]
- 1769 – Die Allegorie der Bildhauerei oder Die Allegorie der Skulptur, Ölgemälde auf Leinwand (40,2 oder 40,8 × 51,2 oder 51,8 in 102 × 130 cm)
- unbekannt – Die Trauer um Adonis, Ölgemälde auf Leinwand (42,9 × 46,5 in 109 × 118 cm), aus der Werkstatt von Ermeltraut[7]
- unbekannt – Heiliger Petrus, Ölgemälde auf Kupfer (15,5 × 11 cm)[8]

### Stuck- und Wandmalereien
- 1748 – Umbau der Dominikanerkirche (heute Augustinerkirche) in Würzburg
  - Deckenfresken

- 1754 – Bau des Schwetzinger Schlosses
  - Ausmalung des Speisesaales

- 1756/57 – Rokoko-Umbau der Jesuitenkirche St. Michael in Freiburg im Üechtland (Schweiz)
  - Fresken im Chor
    - Der Triumph des Namens Jesus mit dem Wappen der Gesellschaft Jesu mit dem Erlöserkind
    - Die Krönung Marias
    - mehrere Medaillons, von denen vier Personifizierungen von jesuitischen Missionaren darstellen, die in Asien, Afrika, Amerika und Euro gewirkt haben.

  - Fresko im Übergang von Chor und Kirchenschiff
    - Ad Majorem Dei Gloriam, die Devise der Jesuiten Zur größeren Ehre Gottes

  - Fresken in der Kirchenmitte
    - Offener Himmel
    - Erzengel Michael
    - Zusammenstoß von Gut und Böse
    - Erlösung des Menschen durch Jesus Christus

  - Fresko im hinteren Kirchenbereich
    - Sturz der Dämonen in die Hölle

  - Fresko oberhalb der Orgel
    - Sündenfall von Adam und Eva

- 1765 – Gestaltung des südlichen Pavillons des Hofgartens im Schloss Veitshöchheim
  - Wand- und Deckengemälde im Grisaille-Stil. Die heute verblassten Malereien zeigen folgende Motive:
    - Pomona wird von Vertumnus zur Heirat überredet (in der Kuppel)
    - Die Entstehung der Hyazinthe nach dem Tod von Hyacinthus
    - Die Entführung des Ganymed
    - Die Verwandlung des Cyparissus in eine Cypresse[9]

- 1765/66 – Gestaltung des Vestibüls der Residenz Würzburg
  - Taten des Herkules, klassizistische Grisaille-Malereien auf den Deckenstuckaturen von Lodovico Bossi
  - Weitere Deckenmalereien[10]